# Acer virginianum
Acer virginianum é uma espécie de árvore do gênero Acer, pertencente à família Aceraceae.